# Saignon
Saignon é uma comuna francesa na região administrativa da Provença-Alpes-Costa Azul, no departamento de Vaucluse. Estende-se por uma área de 19,6 km². Em 2010 a comuna tinha 977 habitantes (densidade: 49,8 hab./km²).